# Ferrari (2023)
Ferrari is een Amerikaanse biografische sport-dramafilm uit 2023, geregisseerd door Michael Mann. De film is geschreven door Troy Kennedy Martin en gebaseerd op de biografie Enzo Ferrari: The Man, the Cars, the Races, the Machine uit 1991 van autosportjournalist Brock Yates. Adam Driver vertolkt de hoofdrol van Enzo Ferrari, de Italiaanse oprichter van autofabrikant Ferrari.

## Verhaal
In de zomer van 1957 verkeert voormalig autocoureur Enzo Ferrari in een crisis. Het bedrijf dat hij en zijn vrouw Laura in tien jaar tijd helemaal opnieuw hebben opgebouwd, dreigt failliet te gaan. Het stormachtige huwelijk tussen Enzo en Laura is in moeilijkheden, door het voortijdige verlies van hun vierentwintigjarige zoon Dino (die een jaar eerder stierf) en de ontdekking dat Enzo een tweede zoon heeft (Piero), geboren in 1945 na een buitenechtelijke affaire. 
Enzo besluit vervolgens zijn bitterheid aan te pakken door alles in te zetten op één enkele 1.600 km lange race die Italië doorkruist, van Brescia naar Rome en terug: de iconische Mille Miglia.
Scuderia Ferrari neemt vier sportwagens op in de race, bestuurd door coureurs Piero Taruffi, Wolfgang von Trips, Peter Collins en Alfonso de Portago. Taruffi en von Trips bereiken de finish in Brescia op respectievelijk de eerste en tweede plaats, terwijl een paar kilometer van de finish in Guidizzolo de Portago en zijn navigator het slachtoffer zijn van een vreselijk dodelijk ongeval, waarbij ook 9 toeschouwers om het leven komen (waarvan 5 kinderen).

## Rolverdeling
| Acteur                | Personage                     |
| --------------------- | ----------------------------- |
| Adam Driver           | Enzo Ferrari                  |
| Penélope Cruz         | Laura Ferrari                 |
| Shailene Woodley      | Lina Lardi                    |
| Sarah Gadon           | Linda Christian               |
| Gabriel Leone         | Alfonso de Portago            |
| Jack O'Connell        | Peter Collins                 |
| Patrick Dempsey       | Piero Taruffi                 |
| Michele Savoia        | Carlo Chiti                   |
| Lino Musella          | Sergio Scaglietti             |
| Domenico Fortunato    | Adolfo Orsi                   |
| Jacopo Bruno          | Omer Orsi                     |
| Erik Haugen           | Edmund "Gunner" Nelson        |
| Ben Collins           | Stirling Moss                 |
| Wyatt Carnell         | Wolfgang von Trips            |
| Andrea Dolente        | Gino Rancati                  |
| Giuseppe Bonifati     | Giacomo Cuoghi                |
| Daniela Piperno       | Adalgisa Ferrari              |
| Tommaso Basili        | Gianni Agnelli                |
| Benedetto Benedettini | Alfredo "Dino" Ferrari        |
| Gabriel Noto          | Dino Ferrari (zeven jaar oud) |
| Edoardo Beraldi       | Dino Ferrari (drie jaar oud)  |
| Giuseppe Festinese    | Piero Lardi                   |
| Marino Franchitti     | Eugenio Castellotti           |
| Valentina Bellè       | Cecilia Manzini               |
| Jonathan Burteaux     | Hoessein van Jordanië         |

## Productie
Ferrari was een project dat Michael Mann al jaren wilde aanpakken. Mann begon rond 2000 voor het eerst met het maken van de film, nadat hij het project met Sydney Pollack had besproken. Mann had het script ontwikkeld samen met schrijver Troy Kennedy Martin, die in 2009 overleed. Mann werd aangeboden om de film te maken voor $ 40 miljoen, maar hij weigerde omdat hij dacht dat het budget niet genoeg was.
In 2015 lanceerde Mann zijn project opnieuw en er werd een planning gemaakt voor 2016 met Christian Bale in de rol van Enzo Ferrari. In oktober 2015 kocht Paramount Pictures de wereldwijde distributierechten voor de film. Bale verliet de film in januari 2016 vanwege zorgen over het voldoen aan de gewichtsvereisten voor de rol vóór de start van de productie.
Het project liep vast tot april 2017, toen Hugh Jackman onderhandelingen begon om Ferrari te spelen, en Noomi Rapace als zijn vrouw, waarbij Paramount er niet langer bij betrokken was. Het project zou opnieuw inactief blijven tot juni 2020. Mann en Jackman waren nog steeds verbonden, maar Rapace was er niet langer bij betrokken, waarbij STX Entertainment de internationale distributie verzorgde.
In februari 2022 had Jackman de film verlaten en werd de hoofdcast herschikt, met Adam Driver nu in de hoofdrol als Ferrari, Penélope Cruz als zijn vrouw Laura, terwijl Shailene Woodley zijn minnares Lina Lardi zou zijn. In juli 2022 voegden ook Sarah Gadon, Jack O'Connell en Patrick Dempsey zich bij de cast.
De opnames begonnen in de zomer van 2022 in Italië, met name in de plaatsen Brescia, Fiorano Modenese, Maranello, Modena, Novellara en Reggio Emilia.

## Release
De film ging in première op 31 augustus 2023 op het Filmfestival van Venetië. In Italië werd de film uitgebracht op 14 december 2023 en in de Verenigde Staten op 25 december 2023.

## Ontvangst
Op Rotten Tomatoes heeft Ferrari een waarde van 73% en een gemiddelde score van 6,60/10, gebaseerd op 172 recensies. Op Metacritic heeft de film een gemiddelde score van 73/100, gebaseerd op 44 recensies.

## Prijzen en nominaties
De belangrijkste:
| Jaar | Prijs                       | Categorie                      | Genomineerde(n)                                                          | Uitslag     |
| ---- | --------------------------- | ------------------------------ | ------------------------------------------------------------------------ | ----------- |
| 2024 | British Academy Film Awards | Beste geluid                   | Angelo Bonanni, Tony Lamberti, Andy Nelson, Lee Orloff en Bernard Weiser | Genomineerd |
| 2024 | Satellite Awards            | Beste dramafilm                | Beste dramafilm                                                          | Genomineerd |
| 2024 | Satellite Awards            | Beste actrice in een dramafilm | Penélope Cruz                                                            | Genomineerd |
| 2024 | Satellite Awards            | Beste cinematografie           | Erik Messerschmidt                                                       | Genomineerd |
| 2024 | Satellite Awards            | Beste productieontwerp         | Maria Djurkovic & Sophie Phillips                                        | Genomineerd |
| 2024 | Satellite Awards            | Beste geluid                   | Tony Lamberti, Andy Nelson, Lee Orloff & Bernard Weiser                  | Genomineerd |
| 2023 | Filmfestival van Venetië    | Gouden Leeuw                   | Michael Mann                                                             | Genomineerd |
| 2023 | National Board of Review    | Top 10 Films                   | Top 10 Films                                                             | Gewonnen    |